# Тайфунник кермадецький
Тайфу́нник кермадецький (Pterodroma neglecta) — вид буревісникоподібних птахів родини буревісникових (Procellariidae). Мешкає в Тихому океані.

## Опис

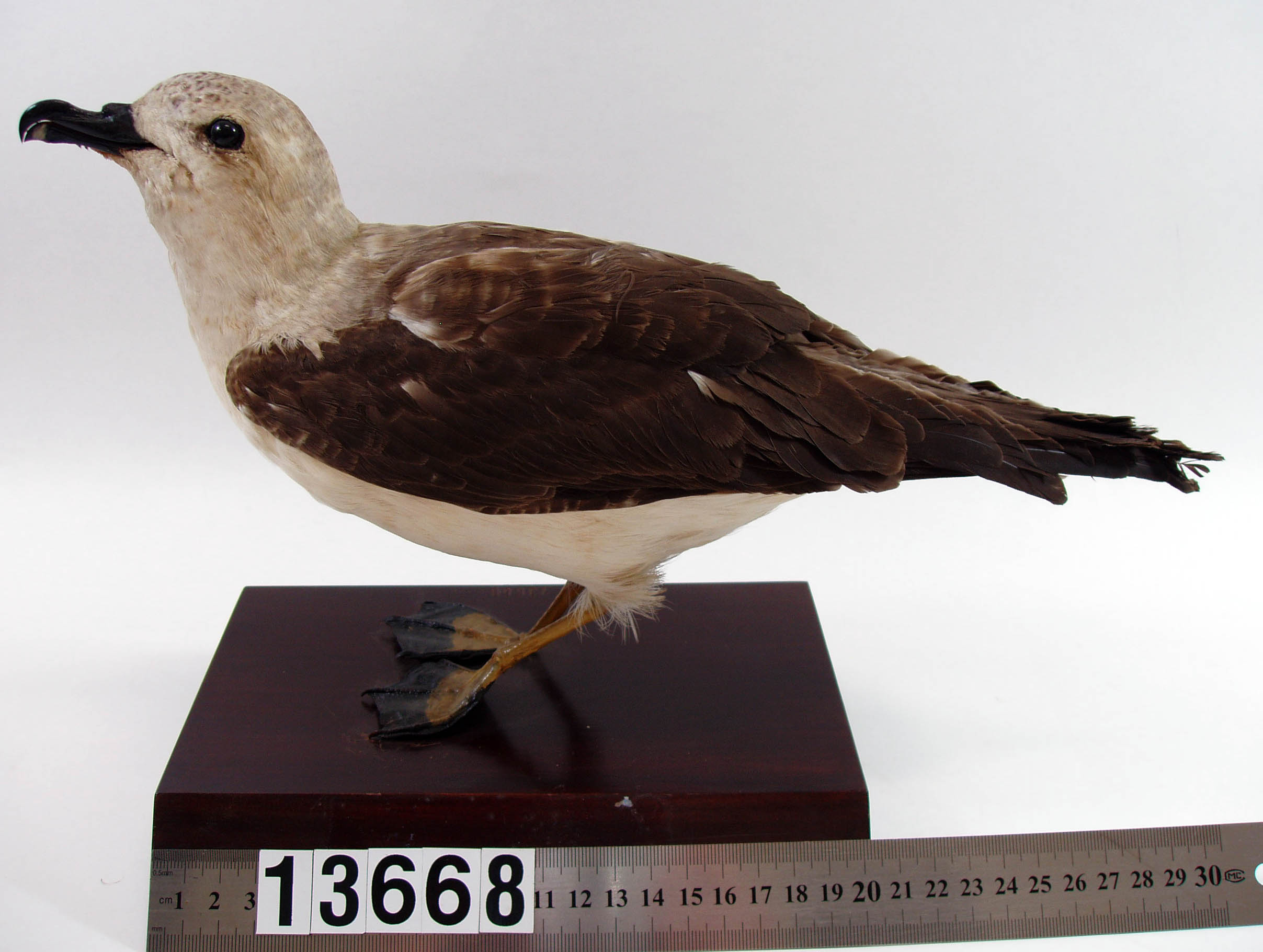
Кермадецький тайфунник

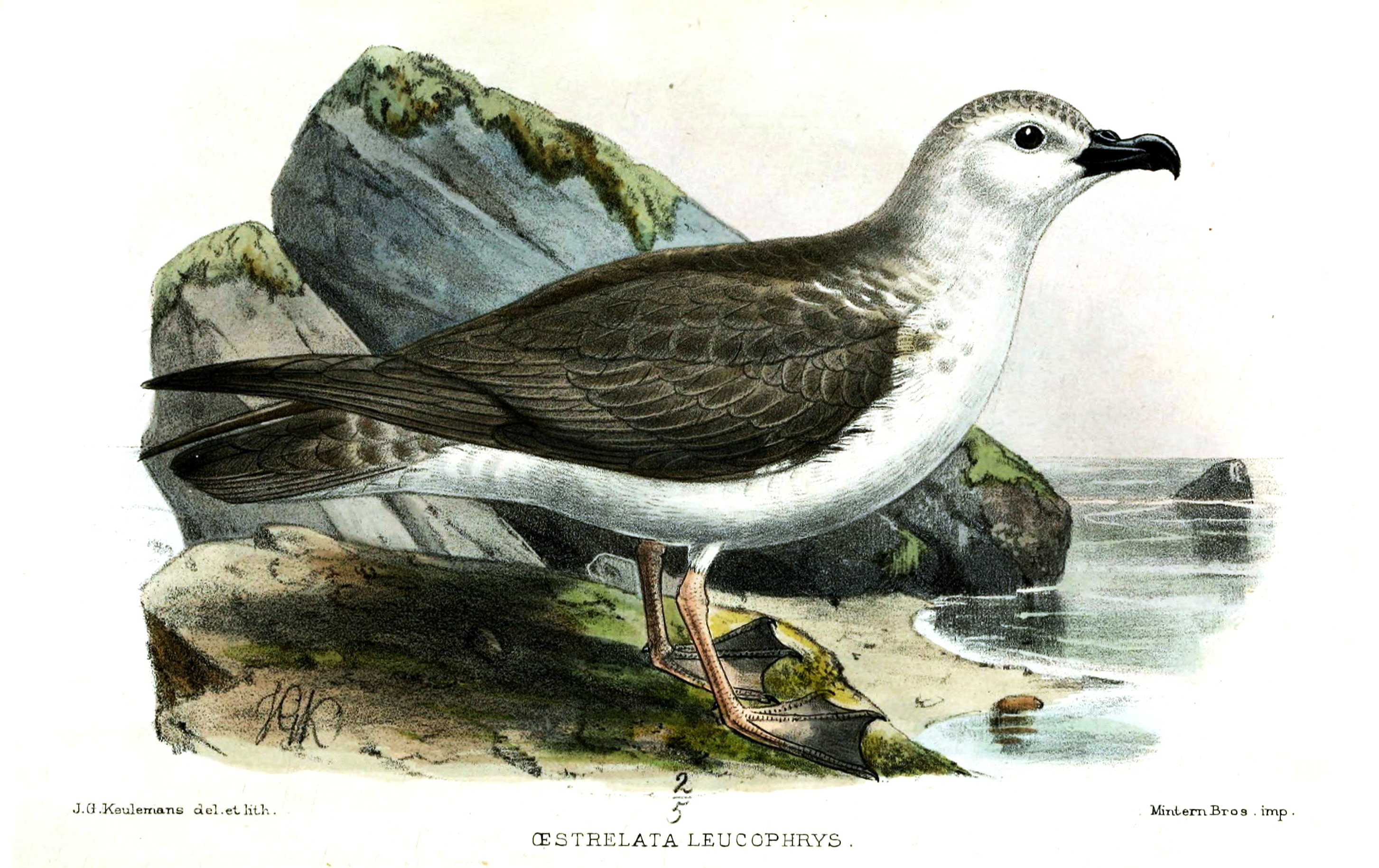
Кермадецький тайфунник

Кермадецький тайфунник — морський птах середнього розміру, середня довжина якого становить 35,5-38 см, розмах крил 92 см, вага 509 г. Забарвлення існує у двох морфах. У представників світлої морфи верхня частина голови поцяткована сірими і коричневими плямами, верхня частина тіла у них блідо-попелясто-коричнева, верхня сторона крил чорнувато-коричнева. Нижня частина тіла біла, на грудях з боків у них коричнюваті плями. У представників темної морфи мають повністю чорнувато-буре забарвлення, за винятком невеликих білих плям біля основи дзьоба і на голові з боків. Між цими двома морфами існують кілька проміжних морф. На нижній стороні крил, біля основи махових пер, у кермадецьких тайфунників є помітні білі плями. Райдужки у них карі, дзьоб чорний, лапи білувато-рожеві.

## Підвиди
Виділяють два підвиди:
- P. n. neglecta (Schlegel, 1863) — субтропічні води Тихого океану, острови Лорд-Гав, Болс-Пірамід, Норфолк, Кермадек, Тонга, острови Кука, Острал, Туамоту, Піткерн, острів Пасхи;
- P. n. juana Mathews, 1936 — острови Сан-Амбросіо[es] і Сан-Фелікс[en] в архіпелазі Десвентурадас[en] та острів Александра Селькірка[en] в архіпелазі Хуан-Фернандес, а також острів Раунд-Айленд поблизу Маврикія в Індійському океані.

## Поширення і екологія
Кермадецькі тайфунники гніздяться на островах в південній частині Тихого океану між 25° і 35° градусами південної широти, зокрема утворюють гніздові колонії на островах Кермадек на північ від Нової Зеландії, на островах архіпелагу Лорд-Гав в Тасмановому морі та на островах Хуан-Фернандес на захід від Чилі. Під час негніздового періоду вони широко зустрічаються переважно між 20° і 35° південної широти, поодинокі птахи іноді перетинають екватор і досягають 28° північної широти. Кермадецькі тайфунники трапляються у західного узбережжя Мексики, Перу і Чилі, на Гавайських островах, в Полінезії, іноді біля східного узбережжя Австралії і на півночі Нової Зеландії.
Кермадецькі тайфунники ведуть пелагічний спосіб життя, рідко наближуються до суходолу, за винятком гніздування. Живляться кальмарами, рибою і ракоподібними. Утворюють гніздові колонії серед скель. Гніздування відбувається з жовтня по лютий, або з лютого по березень, в залежності від колонії. В кладці 1 яйце, пташенята покидають гніздо через 100-130 днів після вилуплення.

## Збереження
МСОП класифікує цей вид як такий, що не потребує особливих заходів зі збереження. За оцінками дослідників, популяція кермадецьких тайфунників становить від 150 до 200 тисяч птахів. Їм загрожує хижацтво з боку інтродукованих малих пацюків. Зокрема, на острові Гендерсон, де гніздиться 20% світової популяції, успішність гніздування через хижацтво з боку щурів є близькою до нуля.